# Фаликов, Илья Зиновьевич
Илья Зиновьевич Фаликов (24 июня 1942, Владивосток) — российский поэт, прозаик, эссеист, литературный критик.
Окончил филологический факультет Дальневосточного университета. Печатается как поэт с 1960 года. Публиковал прозу в журналах «Октябрь» и «Дружба народов», очерки, заметки и обзоры в журналах «Арион», «Знамя», «Вопросы литературы», выпустил книги эссе о литературе. Стихи, проза, статьи Фаликова печатались в журналах «Новый мир», «Октябрь», «Дружба народов» и других. Также переводил поэзию народов СССР.
Является лауреатом премий газеты «Комсомольская правда» (1965), журнала «Вопросы литературы» (2001), Фонда Г. Белля (ФРГ, 2001), журнала «Арион» (2004), премии «Московский счёт» (лучшие книги года, 2012), журнала «Эмигрантская лира» (поэзия метрополии, 2014)., журнала «Дружба народов» (за роман-эссе «Борис Слуцкий. Майор и муза», 2018, 5-7).
Илья Фаликов не боится работать с традиционным стихом, изыскивать в привычной форме новые возможности. Это контраст довольно стройного ритма и бунтарской интонации; смешение лексических пластов с целью нащупать неожиданные смыслы, — прием, конечно, далеко не новый, но для Фаликова очень органичный; естественная новизна рифм; сочетание ритмической стремительности стиха с неторопливостью мысли и «глубоководностью» метафор; тщательная обработка формы, в результате чего создается ощущение изящной небрежности, свободы поэтического пространства.
Живёт в Москве. Муж поэтессы Натальи Аришиной и старший брат религиоведа Бориса Фаликова.

## Сочинения
Книги стихов
- Олень (Дальиздат, 1969, предисловие Александра Межирова)
- Голубиная падь (Современник, 1980)
- Ель (Советский писатель, 1982)
- Клады (Молодая гвардия, 1983)
- Месяц гнёзд (Современник, 1986)
- Ласточкино лето (Советский писатель, 1990)
- Книга лирики (Предлог, 2003)
- Ком (Кругъ, 2007)
- Сговор слов. Лирика диалога. В соавторстве с Натальей Аришиной (Прогресс-Плеяда, 2008)
- 100 стихотворений (Прогресс-Плеяда, 2012)
- Разумеется, оплачено (Кругъ, 2019)
- Прости (Библио TВ, 2023)

Романы (опубликованы в журналах)
- Белое на белом (1995)
- Трилистник жёсткой воды (1997)
- Ливерпуль (2000)
- Полоса отчуждения (2003)

Книги о поэзии
- Прозапростихи (2000)
- Фактор фонаря (2013)
- Евтушенко. Love story. ЖЗЛ: биография продолжается… (2014)
- Борис Рыжий. Дивий камень. ЖЗЛ. Малая серия (2015)
- Марина Цветаева. Твоя неласковая ласточка. ЖЗЛ, (2017)
- Евтушенко. Love story. ЖЗЛ (2017)
- Борис Слуцкий. Майор и муза (2019)
- Борис Рыжий. Дивий камень. Изд-во Молодая гвардия. Серия Малотиражные издания. (2019, 2020)

## Рецензии
- Фаликов И. З. Обратный путь : [рецензия] / Илья Фаликов // Знамя.— № 11.— 2010 (ноябрь). — С. 211—215.- Содержание: Рецензия на книгу: Александр Кабанов. Бэтмэн Сагайдачный. Крымско — херсонский эпос. — М.: Арт Хаус медия, 2010
- Фаликов И. З. «Дурочка, что ты?» : [рецензия] / Илья Фаликов // Знамя.— № 3.—2013 (март). — С. 220—224.- Содержание: Рецензия на книгу: Заболоцкий, Н. Поэмы.— М.: Прогресс- Плеяда, 2012